# Milcíades, o Velho
Milcíades, filho de Cípselo, cognominado "o Velho" para distinguir do comandante ateniense em Maratona, seu parente Milcíades, foi um ateniense que governou sobre uma colônia grega no Quersoneso da Trácia.
Milcíades foi o vencedor na corrida de quadrigas em Olímpia, ele era descendente de Fileu, filho de Ájax, o primeiro de sua linha a se tornar ateniense.
Quando os reis dos dolôncios, que habitavam o Quersoneso, foram ao oráculo de Delfos perguntar como poderiam se defender dos seus inimigos em uma guerra, a resposta foi que eles deveriam escolher como líder e fundador de uma colônia o primeiro que lhes oferecesse hospitalidade. Eles foram até Atenas, na época sendo governada pelo tirano Pisístrato; Milcíades, vendo as roupas estranhas deles, os convidou para a sua casa.
Milcíades ouviu a proposta dos estrangeiros, consultou também o oráculo, e partiu para o Quersoneso com um grupo de atenienses, e tomou posse da região.
Milcíades morreu sem filhos, e passou o seu reino para Esteságoras, filho de Címon, que era seu meio-irmão por parte de mãe. Após Esteságoras, o reino passou para Milcíades, filho de Címon; este foi o general ateniense na batalha de Maratona.